# 玉手站
玉手站（日语：／ Tamade eki */?）是位於奈良縣御所市大字玉手字畑田129番7號，西日本旅客鐵道（JR西日本）的和歌山線車站。

## 歷史
為了方便車站南邊的御所工業高校（現時：御所實業高校）學生上學而開設此站。
- 1989年（平成元年）3月11日 - 和歌山線御所站至掖上站之間開設此站[1][2]。
- 2018年（平成30年）3月17日 - 車站開始可以使用IC卡「ICOCA」[3]。

## 車站構造
車站是一座地面車站，設有1面1線的單式月台。五條方向的列車會開啟右邊車門。高田方向和五條方向的列車停靠在同一月台上。此站沒有車站大樓，月台直接連接車站出入口，整個月台設有上蓋。月台全長125米，可容納6卡車廂。此站也有廁所。
此站是由王寺鐵道部管理的無人車站。此站設有直立型自動售票機和供IC卡「ICOCA」與共互相使用的IC卡使用的簡易閘機。

## 使用狀況
根據「奈良縣統計年鑑」，以下為1日平均乘車人次：
| 年度   | 1日平均 乘車人次 |
| ------ | ---------------- |
| 2005年 | 429              |
| 2006年 | 431              |
| 2007年 | 397              |
| 2008年 | 380              |
| 2009年 | 367              |
| 2010年 | 378              |
| 2012年 | 425              |

## 車站周邊
- 孝安天皇陵（玉手丘上陵）
- 吉祥草寺（役小角誕生地）
- 奈良縣立御所實業高等學校（日语：奈良県立御所実業高等学校）（舊 奈良縣立御所工業高等學校（日语：奈良県立御所工業高等学校））

## 相鄰車站
西日本旅客鐵道（JR西日本）
 和歌山線
■快速（直通至大和路線）、■普通
御所－玉手－掖上

## 注腳
1. 1 2 3 4 5 6  . 交通新聞 (交通新聞社). 1989-01-25: 2.
2. 1 2  《平成2年版 交通年鑑》 交通協力會，1990年3月15日。
3. ↑   (新闻稿). 西日本旅客鉄道. 2018-01-22  [2018-08-04]. （原始内容存档于2020-10-30） （日语）.

## 外部連結
- 玉手｜車站資訊：JR出門網 - 西日本旅客鐵道（日語）